# Fangolita
La fangolita o mudstone (en anglès: mudstone o mudrock), és una roca sedimentària de gra fi els constituents originals de les quals són argiles o fangs. La mida de les partícules és 0,0625 mm amb els grans individuals massa petits per poder-los veure sense microscopi. Sota increment de la pressió els minerals argilosos es poden alinear amb l'aparença de fissilitat o capes paral·leles. Aquest material que es divideix en capes es diu pissarra diferent de la fangolita. La manca de fissilitat o de capes en la fangolita pot ser per la seva textura original o per la interrupció de la formació de capes per galeries fetes per organismes en el sediment abans de la litificació. Les fangolites i pissarres constitueixen el 65% de totes les roques sedimentàries. La fangolita sembla argila endurida i segons les circumstàncies durant la formació pot tenir trencaments o fissures com un dipòsit d'argila cuita al sol.
En la classificació de Dunham de pedres calcàries, una fangolita té una matriu amb roca carbonatada que conté menys del 10% al·loquímics en una matriu de fang carbonatat. Com la defineix la classificació de Dunham, una fangolita és més o menys sinònim de calcilutita.
Es poden separar en aquestes categories:
- Limolita - amb més de la meitat de la composició amb partícules de la mida del llim.
- Pedra argilosa - amb més de la meitat de la composició amb partícules de la mida de l'argila.
- Fangolita - fang endurit; una mescla de partícules de la mida de l'argila i el llim. La fangolita pot incloure:
  - Pissarra - mostra laminació o fissilitat.
  - Argil·lita - ha experiemntat un baix grau de metamorfisme.[3]